# (24317) Pukarhamal
(24317) Pukarhamal est un astéroïde de la ceinture principale d'astéroïdes.

## Description
(24317) Pukarhamal est un astéroïde de la ceinture principale d'astéroïdes. Il fut découvert le 3 janvier 2000 à Socorro (Nouveau-Mexique) par le projet LINEAR. Il présente une orbite caractérisée par un demi-grand axe de 2,37 UA, une excentricité de 0,14 et une inclinaison de 4,3° par rapport à l'écliptique.

## Compléments